# 2006 Polonskaya
2006 Polonskoya là một tiểu hành tinh vành đai chính. Nó được phát hiện ngày 22 tháng 9 năm 1973 bởi N. S. Chernykh và được đặt theo tên Elene Ivanovna Kazimirchak-Polonskaya, nhà thiên văn học Nga. Polonskaya có đường kính khoảng 10 km.